# Albert Rop
Albert Kibichii Rop (né le 17 juillet 1992) est un athlète kényan naturalisé bahreïni en 2013, spécialiste des courses de fond.

## Biographie
Le 19 juillet 2013, lors du Meeting Herculis de Monaco, il se classe deuxième de l'épreuve du 5 000 mètres, derrière le Kényan Edwin Soi. Il établit la marque de 12 min 51 s 96 et améliore de 2/100e de seconde le record d'Asie de la discipline détenu depuis 2006 par le Qatari Saif Saaeed Shaheen.
En 2017 il bat aussi le record en salle avec 13 min 9 s 43.
Le 24 septembre 2019, il est suspendu provisoirement pour avoir manqué trois tests antidopage en moins d'un an.

## Palmarès
| Date | Compétition              | Lieu           | Résultat | Épreuve  | Temps          |
| ---- | ------------------------ | -------------- | -------- | -------- | -------------- |
| 2013 | Championnats panarabes   | Doha           | 1er      | 5 000 m  | 13 min 52 s 54 |
| 2014 | Jeux asiatiques          | Incheon        | 3e       | 5 000 m  | 13 min 28 s 08 |
| 2015 | Championnats panarabes   | Madinat 'Isa   | 2e       | 5 000 m  | 13 min 18 s 55 |
| 2015 | Championnats d'Asie      | Wuhan          | 2e       | 5 000 m  | 13 min 35 s 26 |
| 2015 | Jeux mondiaux militaires | Mungyeong      | 1er      | 5 000 m  | 13 min 23 s 70 |
| 2016 | Jeux olympiques          | Rio de Janeiro | 7e       | 5 000 m  | 13 min 8 s 79  |
| 2019 | Championnats panarabes   | Le Caire       | 2e       | 5 000 m  | 13 min 35 s 79 |
| 2019 | Championnats panarabes   | Le Caire       | 1er      | 10 000 m | 28 min 21 s 08 |
| 2019 | Championnats d'Asie      | Doha           | 2e       | 5 000 m  | 13 min 37 s 57 |

## Records
| Épreuve         | Performance         | Lieu        | Date            |
| --------------- | ------------------- | ----------- | --------------- |
| 3 000 m         | 7 min 32 s 02 (NR)  | Saint-Denis | 27 août 2016    |
| 3 000 m (salle) | 7 min 38 s 77       | Gand        | 9 février 2014  |
| 5 000 m         | 12 min 51 s 96 (AR) | Monaco      | 19 juillet 2013 |
| 5 000 m (salle) | 13 min 9 s 43       | Birmingham  | 18 février 2017 |